# Wolfsschlucht (Bad Kreuzen)
Die Wolfsschlucht ist die knapp drei Kilometer lange Klamm des Kasmüllerbachs in Bad Kreuzen im Bezirk Perg im Unteren Mühlviertel in Oberösterreich.

## Beschreibung

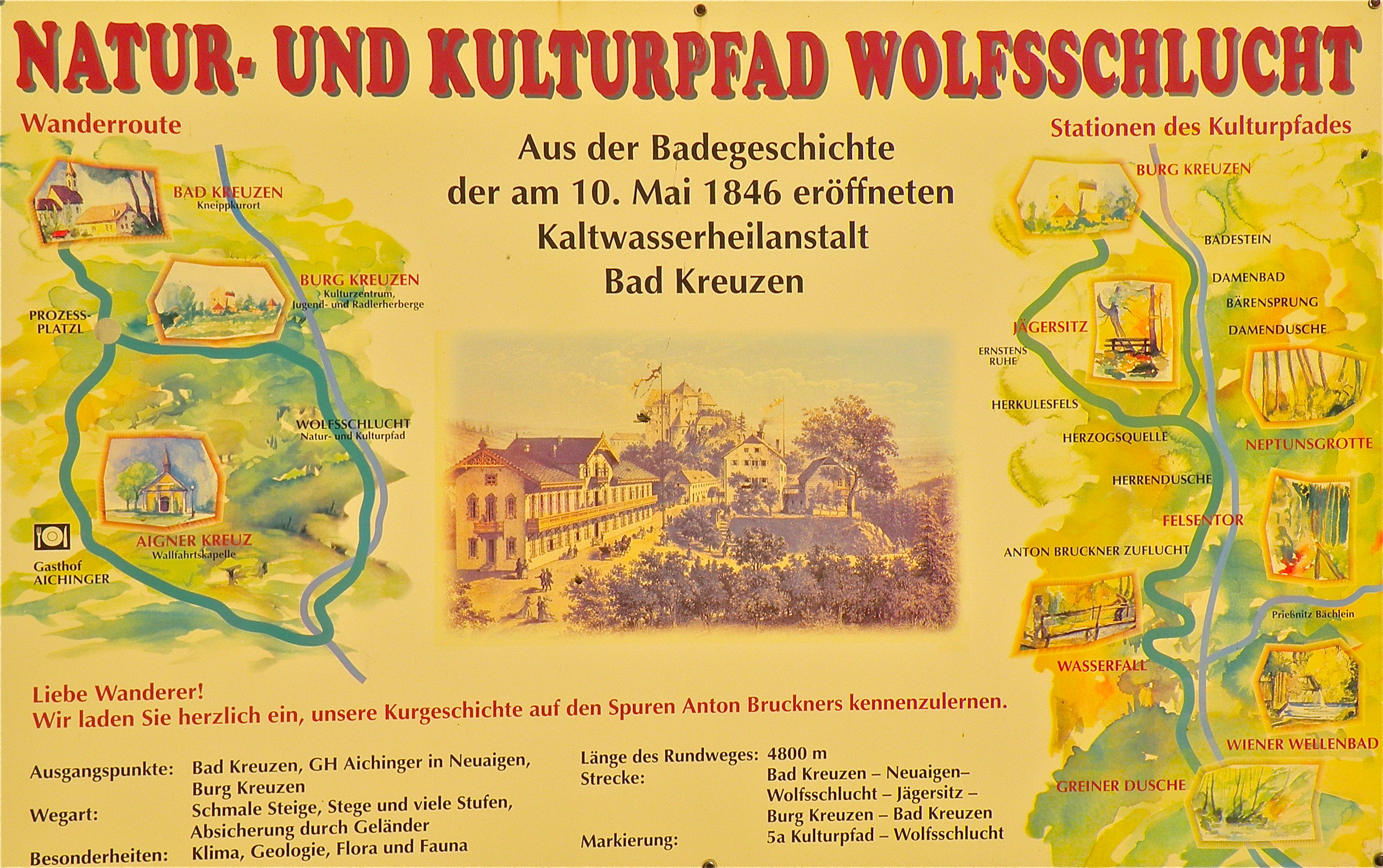
Übersichtskarte Wolfsschlucht beim Eingang der Schlucht

Der Kasmüllerbach bildet gemeinsam mit weiteren Zubringerbächen den bei Grein in die Donau mündenden Kämpbach.
Gemäß den Lehren des Naturheilers Vincenz Prießnitz funktionierte man ab 1846 in der Wolfsschlucht Wasserfälle zu Duschen und natürliche Wasserbecken zu Wellenbädern um. 1988 entdeckte man einen sauber aus Granit gemeißelten „Badstein“ wieder.
Von den zahlreichen Holzbauten in dieser „Heilklamm“ sind nur noch Fundamente und Pfostenlöcher übrig. Schilder wie etwa die „Neptunsgrotte“, „Greiner Duschen“ oder „Wiener-Wellen-Bäder“ weisen auf die frühere Nutzung hin.
Im naturnah ausgebildeten Schluchtwald haben sich Esche, Bergahorn und Bergulme Dank der luft- und bodenfeuchten Bedingungen erhalten, der Unterwuchs wird von einer üppigen Krautschicht gebildet.
Seit 1997 führt ein etwa 4,8 Kilometer langer origineller Natur- und Kulturlehrpfad durch die ab der Mitte des 19. Jahrhunderts für Badeeinrichtungen der ehemaligen Kaltwasseranstalt Bad Kreuzen genutzte Schlucht. Der Weg wurde 2010 mit dem österreichischen Wandergütesiegel ausgezeichnet. Ebenfalls seit 2010 führen eine Etappe des Donausteigs und ein Teilstück der 16,7 Kilometer langen Bad Kreuzner Donaublickrunde durch die Schlucht.